# Championnats de Tunisie d'athlétisme 1965
Navigation
1964 1966
Les championnats de Tunisie d'athlétisme 1965 sont une compétition tunisienne d'athlétisme se disputant en 1965.
27 épreuves (vingt pour les hommes et sept pour les femmes) sont programmées. La Zitouna Sports en remporte dix, suivie de l'Orientale (sept) et du Centre d'éducation physique militaire (quatre). En l'absence de Mohammed Gammoudi, le duel entre Ali Khamassi et Ahmed Zammel se solde par un titre pour chacun d'eux, alors que la lutte entre Ali Karabi et Mohamed Ferjani pour le triple saut se termine en faveur de ce dernier, qui n'avait cédé son record que pendant deux semaines.

## Palmarès
| Discipline            | Hommes                | Hommes        | Femmes           | Femmes  |
| --------------------- | --------------------- | ------------- | ---------------- | ------- |
| 100 m                 | Mohamed Moncef Chetaï | 11 s          | Amel Hajri       | 13 s 6  |
| 200 m                 | Jean-Marc Clément     | 22 s 5        |                  |         |
| 400 m                 | Moncef Gnaba          | 51 s 4        |                  |         |
| 800 m                 | Mohamed Guenniche     | 1 min 55 s 1  |                  |         |
| 1 500 m               | Brahim Chemam         | 3 min 55 s 6  |                  |         |
| 5 000 m               | Ahmed Zammel          | 14 min 29 s 8 |                  |         |
| 10 000 m              | Ali Khamassi          | 32 min 49 s 2 | -                | -       |
| 80 m haies            |                       |               | Amel Hajri       | 13 s 2  |
| 110 m haies           | Sadok Cherif          | 17 s 1        |                  |         |
| 400 m haies           | Ali Hammami           | 56 s 9        |                  |         |
| 3 000 m steeple       | Ayachi Labidi         | 9 min 9 s 4   |                  |         |
| Relais 4 × 100 mètres | L'Orientale           | 43 s 1        |                  |         |
| Relais 4 × 400 mètres | Zitouna Sports        | 3 min 43 s 2  |                  |         |
| Saut en longueur      | Ali Karabi            | 6,68 m        | Amel Hajri       | 4,32 m  |
| Triple saut           | Mohamed Ferjani       | 14,30 m       |                  |         |
| Saut en hauteur       | Mohamed Senoussi      | 1,80 m        | Beya Bouabdallah | 1,45 m  |
| Saut à la perche      | Mokhtar Meddeb        | 3,20 m        |                  |         |
| Lancer du poids       | Salem Boughattas      | 12,18 m       | Saloua Zenati    | 9,29 m  |
| Lancer du disque      | Paul André Capdequi   | 34,34 m       | Beya Bouabdallah | 28,82 m |
| Lancer du marteau     | Chedly Chaâr          | 32,67 m       | -                | -       |
| Lancer du javelot     | Salem Boughattas      | 56,83 m       | Sabria Mennina   | ?       |
| Décathlon             |                       |               |                  |         |
| Heptathlon            |                       |               |                  |         |
| Marathon              |                       |               |                  |         |